# Chất thay thế đường

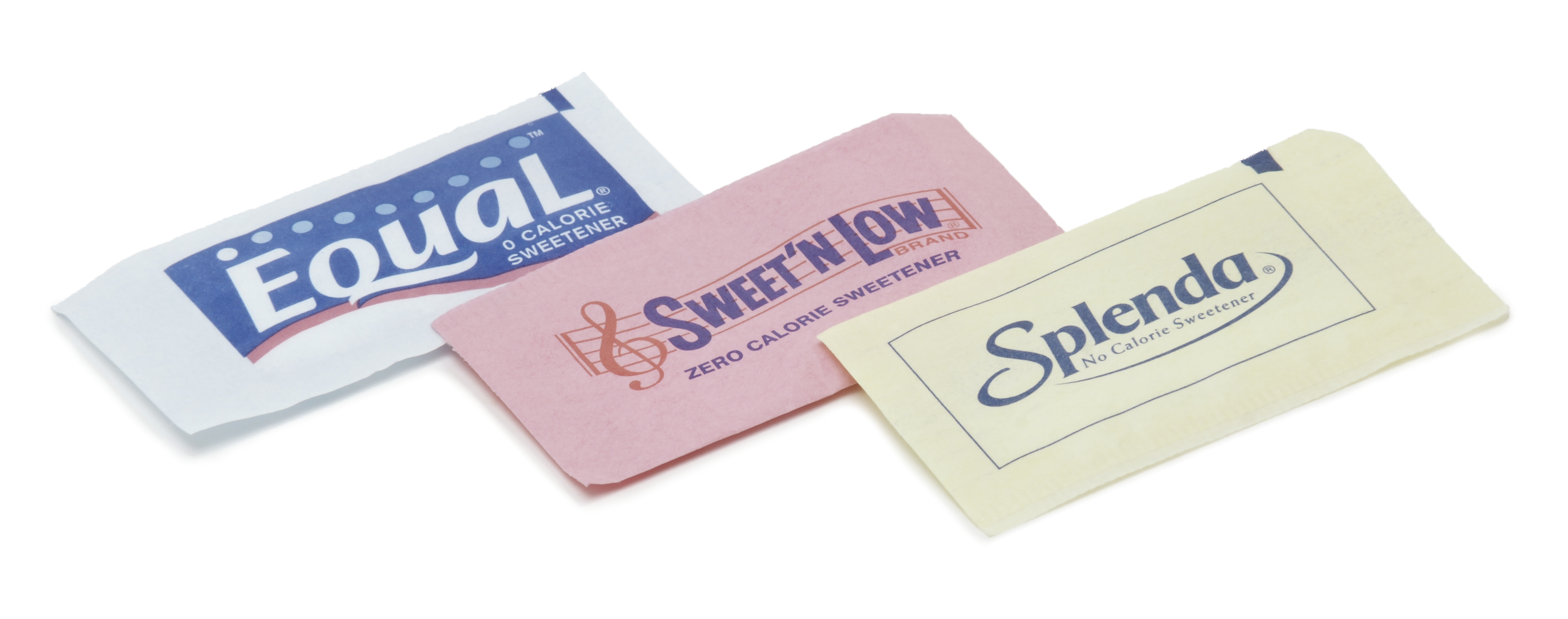
Các gói chất làm ngọt nhân tạo khác nhau

Chất thay thế đường là một phụ gia thực phẩm cung cấp một hương vị ngọt như đường trong khi có chứa năng lượng thực phẩm ít hơn đáng kể so với các chất ngọt khác, làm cho nó một chất làm ngọt không calo hoặc ít calo. Một số chất thay thế đường được sản xuất tự nhiên, và một số tổng hợp. Những chất thay thế đường không được sản xuất tự nhiên, nói chung, được gọi là chất làm ngọt nhân tạo.
Khi chất tạo ngọt và chất thay thế đường được cung cấp cho khách hàng nhà hàng để thêm vào đồ uống như trà và cà phê, chúng thường có sẵn trong các gói giấy nhỏ màu. Ở Bắc Mỹ, màu sắc thường xanh cho aspartame, màu hồng cho saccharin (Mỹ)  hoặc cyclamate (Canada), vàng cho sucralose, cam cho chiết xuất từ trái cây (chất ngọt tự nhiên) và màu xanh lá cây cho stevia (cũng tự nhiên). Năm 1969, Cyclamate đã bị cấm bán tại Hoa Kỳ bởi Cục Quản lý Thực phẩm và Dược phẩm. Trong năm 2017, sucralose là loại đường thay thế phổ biến nhất được sử dụng trong sản xuất thực phẩm và đồ uống; nó chiếm 30% thị trường toàn cầu, dự kiến trị giá 2,8 tỷ USD vào năm 2021.